# Лобов Едуард Анатолійович
Едуард Анатолійович Лобов (1 грудня 1988, Вільнюс — 26 січня 2023) — білоруський політичний діяч, співголова «Молодого Фронту», учасник ініціативної групи з висунення Римашевського В. А. кандидатом в президенти Республіки Білорусь в 2010 р., політв'язень Білорусі, в'язень совісті. З літа 2015 року боєць тактичної групи «Білорусь» у війні на сході України.

## Біографія
Службу проходив в 103-ї гвардійської окремої мобільної бригади (Вітебськ). Під час служби в армії в казармі розклеїв листівки із закликом до боротьби з армійським свавіллям. За це отримав покарання у вигляді 10 діб гауптвахти.
Після повернення з армії Едуард Лобов активно включився в роботу «Молодого Фронту»: брав участь в організації акцій на захист костелу Святого Йосипа в Мінську, був одним з ініціаторів кампанії по зміні назви станції метро «Площа Леніна», брав участь в інших акціях, став керівником міської організації «Молодий фронт». Під час президентської кампанії 2010 року — учасник ініціативної групи з висунення Римашевського В. А. кандидатом в президенти Республіки Білорусь.

## Хронологія переслідування
Затримали 18 грудня 2010 за день до проведення вуличної акції протесту проти фальсифікації підсумків президентських виборів 2010 р разом з головою «Молодого Фронту» Дмитром Дашкевичем. Згідно інформації ГУВС Мінміськвиконкому, у дворі житлового будинку по вулиці Янки Бриля вони били перехожих — Костянтина Савицького та Олега Малишева.
До суду Едуард Лобов містився в Жодінского СІЗО, від початку березня 2011 року —  в СІЗО-1 в Мінську. 24 березня 2011 року Суддя суду Московського району Мінська Олена Шилько (прокурор Сергій Мазовка) визнала Едуарда Лобова винним за частиною 3 статті 339 Кримінального кодексу Республіки Білорусь-«особливо злісне хуліганство» і засудила до 4 років колонії посиленого режиму.
Amnesty International визнала Едуарда Лобова в'язнем совісті.
З 7 квітня 2011 р відбував вирок у Івацевічської колонії № 22 (так звані «Вовчі нори»).
17 червня в Мінському міському суді розглядалися касаційні скарги на вирок Дмитру Дашкевичу і Едуарду Лобову. Суд міста Мінська (суддя – Валерій Комісаров) залишив вирок без змін.
У вересні 2012 р Едуарда Лобова в колонії відвідав представник Папи Римського в Мінську, апостольський нунцій Клаудіо Гуджеротті.
У 2013 році був одним з кандидатів на премію Європарламенту імені Сахарова.

## Після звільнення
Кілька разів в колонії пропонували написати прохання про помилування на ім'я президента Республіки Білорусь. Едуард Лобов відмовився. На свободу вийшов 18 грудня 2014 року повністю відбувши термін покарання.

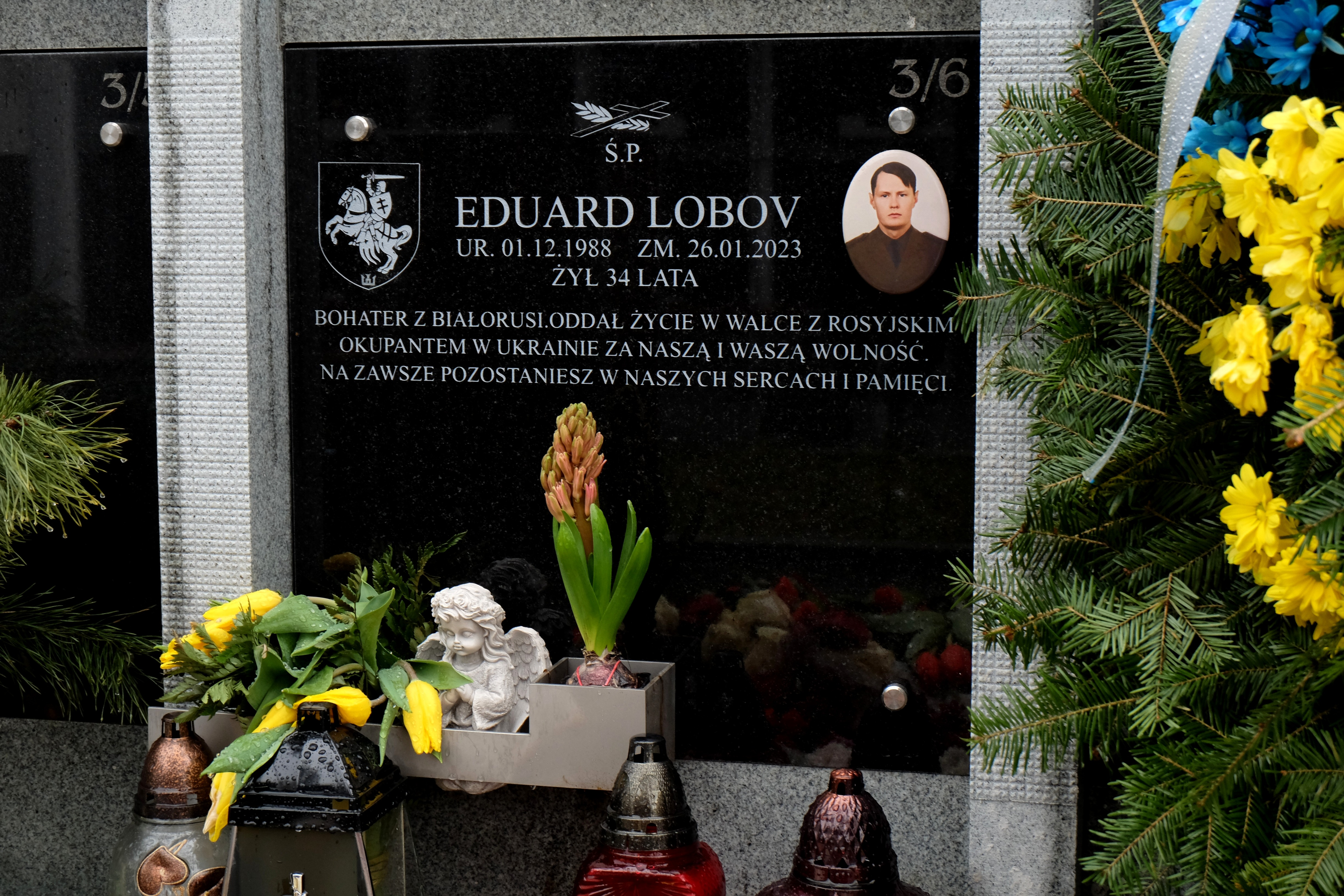

Після звільнення перебував під превентивним наглядом міліції. Заборонено було брати участь в масових заходах і в певний час доби залишати своє житло. За участь у мітингах 25 березня 2015 р на День Волі і 26 квітня 2015 р на Чорнобильському шляху, а так само за запізнення додому отримав кілька штрафів і відбув адміністрацийний арешт терміном 10 діб в Акрестіна (ЦИП на вулиці Окрестина м. Мінськ).
З літа 2015 року Е. Лобов брав участь у війні на сході України на боці України. Приєднався до добровольчого батальйону «Правого Сектора», який розташований під Маріуполем. У лютому 2016 року Тактична група «Білорусь» визнала Лобова разом з В. Парфенковим фронтовиком.

## Загибель
Після початку повномасштабного вторгнення Росії в Україну у 2022 році Лобов служив в українській 72-й окремій механізованій бригаді, брав участь у звільненні Київської області від російських загарбників. З осені 2022 року брав участь у боях за Вугледар як стрілець з гранатомета та протитанкового ракетного комплексу Javelin, товариші по службі високо оцінювали його військовий професіоналізм. Загинув від осколкового поранення при відображенні російського десанту, знищивши, за словами товаришів по службі, п'ятнадцять солдатів противника. Символічний лідер білоруської опозиції Світлана Тихановська висловила співчуття з приводу загибелі Лобова.
Відспівування Лобова 4 лютого 2023 року звершив єпископ Києво-Житомирський Віталій Кривицький у соборі святого Олександра у Києві. 11 лютого 2023 року в костелі святого Олександра у Варшаві відбулася панахида за Едуардом Лобовим. На варшавській панахиді з надгробними промовами виступили мати Едуарда Марина Лобова, посол України в Польщі Василь Зварич, посол Польщі в Білорусі Артур Міхальський, заступник командира Полку Калиновського Вадим Кабанчук, білоруський політик Зенон Позняк та головний редактор Хартіі 97 Наталія Радіна. 17 лютого Едуарда Лобова поховали на варшавському військовому цвинтарі Повонзки.
Президент України Володимир Зеленський посмертно нагородив Едуарда Лобова орденом «За мужність» III ступеня.